# Bottom Hole Temperature
Pour les articles homonymes, voir BHT.
Les Bottom Hole Temperature (BHT) sont des mesures de température faites en "fond de trou" dans les forages pétroliers.
Elle correspond à une mesure ponctuelle de la température dont la valeur est sous-estimée en comparaison avec la formation encaissante du forage.
Les BHT font partie des diagraphies ("Well Log" en anglais)